# Helmut Steiger
Helmut Steiger (* 5. Januar 1959 in Landshut) ist ein ehemaliger deutscher Eishockeyspieler. Er errang in seiner aktiven Zeit vier Deutsche Meisterschaften und spielte lange für die deutsche Nationalmannschaft.

## Werdegang
Helmut Steiger begann mit dem Eishockey beim EV Landshut aus seiner Heimatstadt. Nachdem er dort in allen Jugendmannschaften gespielt hatte, erhielt er in der Saison 1976/77 die ersten Einsätze in der Eishockey-Bundesliga für den EVL. Bereits in seiner zweiten Spielzeit in der Bundesliga avancierte er zu einem der besten Scorer der Liga (10. Platz nach der Vorrunde). In den Folgejahren etablierte er sich weiter als einer der besten Spieler in der Liga. 1981/82 beendete er erneut auf dem zehnten Platz der Scorerliste. Ein Jahr später feierte er mit dem EVL seinen bis dahin größten Erfolg, als man im Finale der Play-offs den Mannheimer ERC besiegte und so die deutsche Meisterschaft gewann. 1983/84 erreichte Steiger zwar eine neue persönliche Bestmarke an Scorerpunkten (Platz vier nach der Vorrunde, Topscorer der Play-offs) und erhielt die Xaver-Unsinn-Trophäe als Spieler mit den meisten Vorlagen, trotzdem erreichte man am Ende nur die Vizemeisterschaft.
Nach einem weiteren Jahr in Landshut entschied sich Steiger 1985 zu einem Wechsel zum Kölner EC. In den folgenden drei Jahren in Köln gewann er drei Meisterschaften mit den Haien. 1986/87 wurde er dabei, zum dritten Mal nach 1983 und 1984, ins All-Star-Team der Liga gewählt. 1991 und 1993 erreichte er mit dem KEC das Finale, wo man aber jeweils der Düsseldorfer EG unterlegen war. Mit Gründung der DEL 1994 wechselte Steiger zurück nach Landshut, um seine Karriere in der Heimat ausklingen zu lassen. Er spielte noch drei Jahre für den EVL und wurde 1995 ein weiteres Mal Vizemeister. 1997 beendete er dann seine aktive Karriere.
Helmut Steiger bestritt in seiner Karriere 152 Spiele für die deutsche Nationalmannschaft. Er spielte für das Nationalteam zwischen 1982 und 1990 bei insgesamt sechs Weltmeisterschaften und nahm außerdem an den Olympischen Winterspielen 1984 in Sarajevo und 1988 in Calgary teil.